# 5 juin dans les chemins de fer
5 mai 5 juillet
Chronologies thématiques
- Croisades
- Sports
- Disney

Cette page concerne les événements qui se sont déroulés un 5 juin dans les chemins de fer.

## Événements

### XXesiècle
- 1952 : en France, inauguration de l'électrification de la Ligne de Paris-Lyon à Marseille-Saint-Charles sur la section Paris-Gare de Lyon à Gare de Lyon-Perrache avec la circulation d’un train voyageur tracté par une machine électrique du type 2D2 9100.
- 2000 : en France, une rame Eurostar circulant à 250 km/h déraille sans se coucher sur la LGV Nord près d'Arras par suite d'un défaut du matériel (une bielle de réaction s'est détachée sur le bogie arrière de la motrice de tête). Quatre bogies sur 24 sont sortis de la voie, seuls quelques dégâts matériels sont constatés.

### XXIesiècle
- 2024 : en République Tchèque, une collision ferroviaire entre un train de voyageurs et un convoi de marchandises fait quatre morts et des dizaines de blessés[1].